# Висновок (документ)
Висновок — це документ, що містить остаточну думку, логічний підсумок комісії, уповноваженої особи або установи, зроблений на основі розгляду, аналізу певних фактів.

## Експертний висновок
Проведення експертиз завершується складанням експертного висновку, оформленого в письмовому вигляді. За своїм формуляром експертний висновок співвідноситься з такою формою інформаційно-довідкової документації, як акт. У висновку вказуються результати, оцінки, до яких дійшов експерт, і рекомендації з кожного з поставлених йому питань.
Висновок експерта - це докладний опис проведених експертом досліджень та зроблені за їх результатами висновки, обґрунтовані відповіді на запитання, поставлені особою, яка залучила експерта, або слідчим суддею чи судом, що доручив проведення експертизи.

## Судово-психіатричний висновок
Висновок експертів-психіатрів є одним з доказів як у кримінальній, так і в цивільній справі. У судовій психіатрії документ, який складає експерт-психіатр, називається актом судово-психіатричної експертизи. Експертний акт складається зі вступу, дослідницької та мотиваційної частини висновків. 
Судово-психіатричний висновок містить такі дані:
- форму (спосіб проведення) експертизи — амбулаторна, стаціонарна, заочна тощо;
- статті Кримінального кодексу, за якими обвинувачується підекспертний, з короткою характеристикою інкримінованого йому діяння чи діянь (для підозрюваного, обвинувачуваного, підсудного) або з короткою характеристикою справи, у межах якої призначено експертизу (для підекспертних, що займають інше процесуальне положення);
- відомості про осіб, які були присутніми під час її проведення;
- питання, що були поставлені перед експертами.